# Амантау (Карагандинская область)
Аманта́у (каз. Амантау) — бывшее село в Нуринском районе Карагандинской области Казахстана. Село являлось Административным центром и единственным населённым пунктом Амантауского сельского округа.
16 января 2010 село Амантау было упразднено и включено в состав села Щербаковское Тассуатского сельского округа.

## Население
В 1999 году население села составляло 587 человек (313 мужчин и 274 женщины). По данным переписи 2009 года, в селе проживало 27 человек (18 мужчин и 9 женщин).